# La ragazza di piazza San Pietro
La ragazza di piazza San Pietro è un film del 1958 diretto da Piero Costa.